# Fiat B.R.
Fiat B. R. var ett italienskt lätt bombplan, tillverkat av FIAT (Fabbricia Italiana Automobili Torino).
Flygplanet hade ritats av Celestino Rosatelli och börjat tillverkas 1919 efter influenser av den italienske generalen Giulio Douhets militära teorier om ett starkt offensivt bombflyg. Första typen BR (Bombardamento Rosatelli) kom att följas av BR 1, BR 2, BR 3 och BR 4, alla enmotoriga, tvåsitsiga biplan.

## Fiat B.R. i Sverige
1923 och 1924 beställdes tre B. R och två B. R. 1 av det svenska arméflyget. Flygplanen placerades vid Malmen och användes då främst som spanings- och övningsflygplan. Vid Svenska flygvapnets tillkomst överfördes flygplanen under beteckningen B 1 och B 2 till det nya vapenslaget. Även här kom de att användas mycket sparsamt. I november 1932 avfördes de tre B 1-flygplanen från tjänst, ett av dessa hade då sedan de kom i flygvapnets tjänst endast flugits drygt 8 timmar. I april 1934 överfördes de kvarvarande B 2-flygplanen till materielreserven för att kasseras i februari 1937.

### Prestanda och beväpning
B 1 och B 2 var i stort sett identiska i strukturell mening men skiljde sig både i prestanda och beväpning. B 2 hade större spännvidd på 17,2 m mot B 1s 15,5 m och ett annat vingställ för bomber. Detta tillät mer bomber under vingarna och i övrigt något bättre prestanda. Båda varianterna var utrustade med en tolvcylindrig vätskekyld radmotor av typ Fiat A 14 på 700 hästkrafter. 
Beväpningen utgjordes av en i baksitsen rörlig 6,5 mm kulspruta m/22 och ett antal bombbalkar för 50 kilos bomber. B 1 kunde ta en bomblast på 350 kg i formen av sex stycken tysktillverkade 50 kg minbomb model 1926 och B 2 kunde ta en bomblast på 630 kg i formen av elva stycken 50 kg minbomb model 1926. Bomberna vägde drygt 50 kilo vilket ökade totalvikten till 350 kg och 630 kg. 